# チェドバ島
チェドバ島（ちぇどばとう）は、ベンガル湾北東部の沿岸海域、タンガップ（タウンガップ, en:ToungupまたはTaungup）西方50kmに浮かぶミャンマー領の島である。別名はマナウン島。島の大きさは最長部で32km、これに対する幅は27km、面積は523平方km。ミャンマーの島としては北隣のラムリー島に次いで2番目の大きさになる。
ミャンマーの行政区分上は、ラカイン州のチャウッピュー郡（en）のうちマナウン町区（en:Manaung Township）にあたる。主要都市は島の東岸にある港町マナウン（en）。かつて島はインドとの沿岸海上輸送の中継港であったが、現在は牛の飼育を含む農業が主要産業である。天然ガスや石油も産出する。